# アポロニウスの定理

green/blue areas = red area

Pythagoras as a special case:
green area = red area

幾何学におけるアポロニウスの定理（アポロニウスのていり）は、三角形の中線の長さと辺の長さに関係する定理である。「三角形の任意の二辺の平方和は第三辺の半分の平方の2倍と第三辺を二分する中線の2倍の和に等しい」という。
すなわち、任意の三角形を{\displaystyle ABC}として、中線を{\displaystyle AD}とすると
{\displaystyle |AB|^{2}+|AC|^{2}=2\left(|AD|^{2}+|BD|^{2}\right).}
この定理はスチュワートの定理の特殊な場合である。{\displaystyle |AB|=|AC|}の二等辺三角形ならば、中線{\displaystyle AD}は{\displaystyle BC}と垂直となり、三角形{\displaystyle ADB}（または三角形 {\displaystyle ADC}）におけるピタゴラスの定理と一致する。また、平行四辺形の対角線が互いに二分するという事実から、平行四辺形の法則とも同値である。
この定理は古代ギリシャの数学者ペルガのアポロニウスにちなんで名付けられた。

## 証明

アポロニウスの定理の証明

スチュワートの定理の特殊な場合として、あるいはベクトルを用いて証明することができる。以下の証明は余弦定理を用いたものである。
任意の三角形の三辺の長さを{\displaystyle a,b,c}として、{\displaystyle a}の中線の長さを{\displaystyle d}とする。また、中線に二分された線分の長さを{\displaystyle m}とする（{\displaystyle m}は{\displaystyle a}の半分）。
さらに、{\displaystyle a}と{\displaystyle d}による角の大きさを{\displaystyle \theta }と{\displaystyle \theta ^{\prime }}とし、{\displaystyle \theta }は{\displaystyle b}の対角、{\displaystyle \theta ^{\prime }}は{\displaystyle c}の対角とする。すなわち、{\displaystyle \theta ^{\prime }}は{\displaystyle \theta }の補角であり、 {\displaystyle \cos \theta ^{\prime }=-\cos \theta }となる。
このとき、余弦定理より、
{\displaystyle {\begin{aligned}b^{2}&=m^{2}+d^{2}-2dm\cos \theta \\c^{2}&=m^{2}+d^{2}-2dm\cos \theta '\\&=m^{2}+d^{2}+2dm\cos \theta \,\end{aligned}}}
第一式と第三式の辺々を加えると
{\displaystyle b^{2}+c^{2}=2(m^{2}+d^{2})}
以上より、定理が証明された。